# Popisi integrala
Pogledati sljedeće stranice za popise integrala:
- Popis integrala racionalnih funkcija
- Popis integrala iracionalnih funkcija
- Popis integrala trigonometrijskih funkcija
- Popis integrala hiperbolnih funkcija
- Popis integrala inverznih hiperbolnih funkcija
- Popis integrala eksponencijalnih funkcija
- Popis integrala logaritamskih funkcija
- Popis integrala arc funkcija

Vidjeti također tablicu integrala za najuobičajenije integralne funkcije.

## Drugi popisi integrala
Gradshteyn i Ryzhik sadrži veliku kolekciju rezultata. Ostali korisni resursi uključuju CRC Standard Mathematical Tables and Formulae te Abramowitz i Stegun. A&S sadrži mnoge identitete koji se tiču pojedinih integrala, i koji su organizirani po najrelevantnijoj temi mjesto samo sadržani u neovisnoj tablici.
Postoji nekolicina web stranica koje imaju tablice integrala i izračunavanje integrala na zahtjev.

## Vanjske poveznice

### Integrali na zahtjev
- The Integrator (pri Wolfram Research)
- TILU Table of Integrals Look Up  Arhivirana inačica izvorne stranice od 29. ožujka 2007. (Wayback Machine) (održava Richard Fateman)

### Tablice integrala
- S.O.S. Mathematics: Tables and Formulas
- Indefinite and Definite Integrals (pri EqWorld)